# Прямий
Прямий (на украински: Прямий) е информационен телевизионен канал в Украйна. Стартира излъчване на 24 август 2017 г., заменяйки телевизионния канал „Тонис“. От 2021 г. е собственост на Медияхолдинг „Вільні медіа“.

## История

### Телевизия Тонис
Телевизионен канал „Тонис“ е създаден през 1989 г. със седалище в град Николаев. През същата година е лицензиран за сателитен канал WORLDNET. През 1992 г. централният офис се премества в Киев и каналът започва да излъчва в столицата. Телевизионният канал получава правото да излъчва в 12 региона на Украйна. На 8 декември 1993 г. стартира с ново лого, тъй като първото му лого е краткотрайно.

### Телевизия Прямий
В началото на 2017 г. собствеността на телевизионната компания се променя. Обявено е, че каналът преминава към излъчване на информационно и аналитично съдържание и най-вероятно ще промени името си на „Прямий“. Стартирането на актуализирания канал е насрочено за 24 август 2017 г., чиято дата се чества и денят на независимостта на Украйна.